# 1180 Rita
1180 Rita је астероид са средњом удаљеношћу од Сунца која износи 3,993 астрономских јединица (АЈ).
Апсолутна магнитуда астероида је 9,14 а геометријски албедо 0,091.